# Microsoft Forefront
Microsoft Forefront — это комплексное семейство продуктов, повышающее защищенность и управляемость системы безопасности сетевой инфраструктуры. Продукты Microsoft Forefront для безопасности легко интегрируются друг с другом и существующей ИТ-инфраструктурой организации. Кроме того, их можно дополнять решениями сторонних производителей, что позволяет создавать законченные решения, обеспечивающие многоуровневую защиту.
Клиентская безопасность
- Microsoft Forefront Endpoint Protection (прежде называвшийся Microsoft Client Protection)

Серверная безопасность
- Microsoft Forefront Security for Exchange Server (прежде называвшийся Sybari Antigen for Exchange)
- Microsoft Forefront Security for SharePoint (прежде называвшийся Sybari Antigen for SharePoint)
- Microsoft Forefront Security for Microsoft Office Communications Server (прежде называвшийся Antigen for Instant Messaging)

Сетевая пограничная безопасность
- Microsoft Forefront Unified Access Gateway (наследник Intelligent Application Gateway (IAG) 2007)
- Microsoft Forefront Threat Management Gateway (только x64(64-bit)), (наследник Internet Security and Acceleration Server)

Интегрированное решение для обеспечения безопасности
- Microsoft Forefront с кодовым название «Stirling» (включает в себя Forefront Client Security, Forefront Security for Exchange и SharePoint, Forefront Threat Management Gateway и Central management server)